# إيفي هايز
إيفي هايز (بالإنجليزية: Evie Hayes)‏ هي ممثلة أمريكية، ولدت في 1 يونيو 1912 في سياتل في الولايات المتحدة، وتوفيت في 26 ديسمبر 1988 في ملبورن في أستراليا.

## وصلات خارجية
- إيفي هايز على موقع IMDb (الإنجليزية)
- إيفي هايز على موقع قاعدة بيانات الفيلم (الإنجليزية)
- إيفي هايز على موقع كينوبويسك (الروسية)